# Поштові абревіатури США
Нижче наведено таблицю — абревіатурний список штатів що використовується поштовою службою Сполучених Штатів. Скорочення необхідні для автоматизованої обробки пошти.
Поштові коди надані у алфавітному порядку за назвою штату (не за скороченням)
| Абревіатура штату | Штат              |
| ID                | Айдахо            |
| IA                | Айова             |
| AL                | Алабама           |
| AK                | Аляска            |
| AZ                | Аризона           |
| AR                | Арканзас          |
| WY                | Вайомінг          |
| WA                | Вашингтон         |
| VT                | Вермонт           |
| VA                | Вірджинія         |
| WI                | Вісконсин         |
| HI                | Гаваї             |
| DE                | Делавер           |
| GA                | Джорджія          |
| WV                | Західна Вірджинія |
| IL                | Іллінойс          |
| IN                | Індіана           |

| Абревіатура штату | Штат        |
| CA                | Каліфорнія  |
| KS                | Канзас      |
| KY                | Кентуккі    |
| CO                | Колорадо    |
| CT                | Коннектикут |
| LA                | Луїзіана    |
| MA                | Массачусетс |
| ME                | Мен         |
| MD                | Меріленд    |
| MN                | Міннесота   |
| MS                | Міссісіпі   |
| MO                | Міссурі     |
| MI                | Мічиган     |
| MT                | Монтана     |
| NE                | Небраска    |
| NV                | Невада      |
| NH                | Нью-Гемпшир |

| Абревіатура штату | Штат              |
| NJ                | Нью-Джерсі        |
| NY                | Нью-Йорк          |
| NM                | Нью-Мексико       |
| OH                | Огайо             |
| OK                | Оклахома          |
| OR                | Орегон            |
| PA                | Пенсільванія      |
| SD                | Південна Дакота   |
| SC                | Південна Кароліна |
| ND                | Північна Дакота   |
| NC                | Північна Кароліна |
| RI                | Род-Айленд        |
| TN                | Теннессі          |
| TX                | Техас             |
| FL                | Флорида           |
| UT                | Юта               |

## Інші скорочення

### Федеральний округ
| Абревіатура | Місце знаходження          |
| DC          | Федеральний округ Колумбія |

### Острівні території
| Абревіатура | Місце знаходження               |
| AS          | Американське Самоа              |
| VI          | Американські Віргінські Острови |
| GU          | Гуам                            |
| MP          | Північні Маріанські Острови     |
| PR          | Пуерто-Рико                     |

### Вільні асоційовані держави
| Абревіатура | Вільні асоційовані держави |
| FM          | Мікронезія                 |
| MH          | Маршалові острови          |
| PW          | Палау                      |

### Польова пошта
| Абревіатура | Місце знаходження                                             |
| AA          | Збройні сили у Пн. та Пд. Америках (крім Канади)              |
| AE          | Збройні сили в Європі, Канаді, на Близькому Сході та в Африці |
| AP          | Збройні сили у Тихому Океані                                  |

## Приклад адреси
1600 HWY 96
Додавати назву країни «UNITED STATES» необхідно лише у випадку коли листування ведеться з іншою країною.

## Методи скорочень
З усіх 50 штатів:
- 10 штатів що складаються з двох слів скоротилися до першої літери кожного слова:

NC, ND, NH, NJ, NM, NY, RI, SC, SD, WV
- 19 штатів скоротилися до перших двох літер назви штату:

AL, AR, CA*, CO*, DE*, FL, ID, IL, IN, MA, MI, NE, OH, OK, OR, UT, WA, WI, WY
- 15 штатів скоротилися до першої та останньої літери назви штату:

CA*, CO*, CT, DE*, GA, HI, IA, KS, KY, LA, MD, ME, PA, VA, VT
- Друга літера у 9-и штатах із середини назви, частіше друга приголосна:

AK, AZ, MN, MO, MS, MT, NV, TN, TX
* шість штатів (California, Colorado, Delaware, Missouri, Mississippi, Tennessee) мають однакову другу та останню літеру.